# Die Haus-Falle

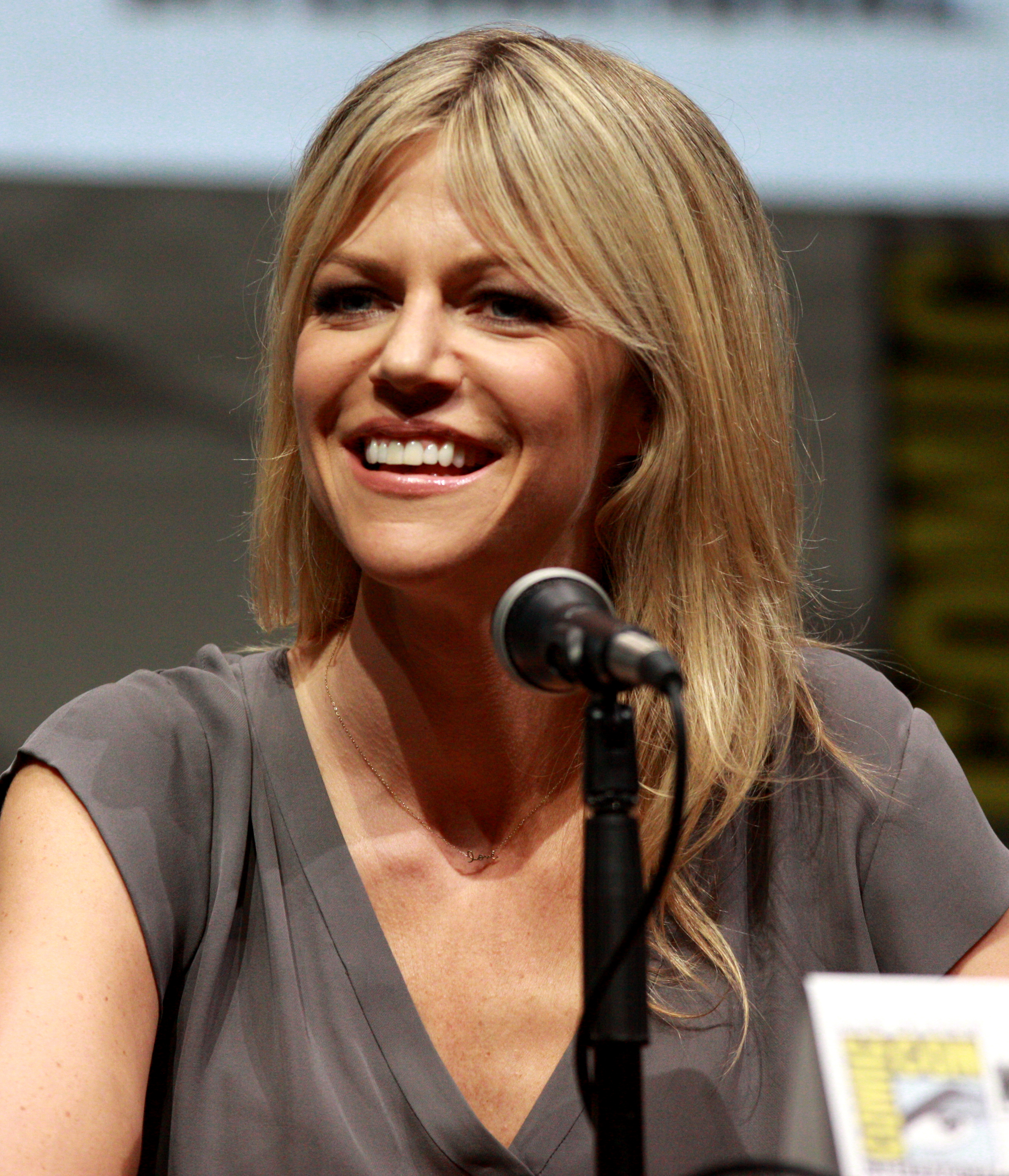
Kaitlin Olson (2013)

Die Haus-Falle (Originaltitel Housetrap) ist die 19. Folge der fünften Staffel der animierten Comedyserie Bob’s Burgers und die 86. insgesamt. Sie wurde von Dan Fybel geschrieben, Regie führten Jennifer Coyle und Bernard Derriman. Die Erstausstrahlung fand in den USA am 10. Mai 2015 auf dem Fox Network statt, die deutschsprachige Erstausstrahlung war am 28. August 2016 auf Comedy Central. Als Gastsprecher leiht im Original Kaitlin Olson Helen ihre Stimme. Fybel erhielt für diese Episode einen Writers Guild of America Award. In dieser Folge fährt die Familie Belcher zu Helens Wochenendhaus, Linda und Louise befürchten jedoch, dass Helen ihren Ehemann getötet hat.

## Handlung
Teddy verrät, dass er sich etwas hinzuverdient, indem er einer Witwe namens Helen bei der Instandhaltung ihres Strandhauses in Craggy Neck hilft. Bob bietet seine Hilfe an und fährt mit seiner Familie dorthin, um die Gartenmöbel ins Haus zu bringen, damit diese vor dem bevorstehenden Sturm geschützt sind. Linda und Louise betreten das unverschlossene Haus, woraufhin die gesamte Familie dieses erkundet. Durch Betrachten von Fotos wird Linda klar, dass Helen eine zweite Ehefrau war, und sie glauben, dass sie ihren Ehemann getötet hat.
Als Teddy am Wochenendhaus ankommt, ist er schockiert die Belchers im Haus zu sehen. Linda beschuldigt Helen des Mordes aber Teddy verteidigt sie und sagt, dass ihr Mann von der Veranda auf dem Hausdach gefallen ist, weil das Geländer nicht fest war. Helen hätte es nicht selbst lockern können, da sie kein Werkzeug besitze und Teddy ihr deshalb helfe. Die Familie stellt den möglichen Mord nach, wobei sich Bob am Rücken verletzt und daraufhin auf der Couch liegt. Nachdem der Sturm begonnen hat, kommt Helen dort an. Sie gibt Bob Schmerztabletten, er bemerkt, dass Teddy sich in Helen verliebt hat, und bittet Linda sie nicht weiter zu beschuldigen. Unter Einfluss des Schmerzmittels erzählt er Helen, dass seine Frau sie für eine Mörderin hält.
Helen nimmt Linda mit auf die Veranda auf dem Hausdach und erzählt ihr, dass sie ihren Ehemann nicht getötet hat. Linda weicht vor ihr zurück, rutscht aus und fällt über das Geländer, aber Helen fällt sie fest. Der Rest der Familie kommt dort an und Louise greift Helen an um ihre Mutter zu retten. Linda glaubt nun nicht mehr, dass Helen eine Mörderin ist, währenddessen fällt Teddy von der Veranda und landet im Morast anstatt auf den Felsen, die dort waren, als Helens Mann gestorben ist. Als sich der Rest der Familie um Teddy kümmert, findet Bob, der weiterhin unter Medikamenteneinfluss steht, im Schlamm eine Kiste mit einem Hammer und herausgezogenen Nägeln. Bob behauptet, Helen habe die Kiste versteckt, damit Teddy denkt, sie habe kein Werkzeug, und ihr somit bei der Instandhaltung des Hauses hilft. Er verspricht Helen, dass er dieses Geheimnis für sich behält.

## Rezeption
Caroline Framke vom A.V. Club bewertete die Folge mit „A−“ und schrieb:

'Housetrap' is a solid episode that manages to balance some more surreal material with grounded punchlines. This is especially noteworthy if only because it’s a destination episode that takes place entirely outside the restaurant, which has either made for some of the strongest episodes or the most uncontrollably zany ones.

„‚Housetrap‘ ist eine solide Episode, die die Balance zwischen etwas surrealerem Material und einfachen Pointen hält. Dies ist besonders erwähnenswert, schon weil es eine Destinationsfolge ist, die komplett außerhalb des Restaurants spielt, was entweder zu einigen der stärksten Episoden geführt hat oder zu den unkontrolliertesten irre komischsten.“

Die Folge erzielte bei ihrer Erstausstrahlung eine Quote von 1,2 und wurde von 2,47 Millionen Zuschauern gesehen. Damit ist sie hinter Brooklyn Nine-Nine, Family Guy und den Simpsons die viertmeist gesehene Sendung auf Fox an diesem Abend.
Dan Fybel erhielt für sein Drehbuch für diese Episode einen Award der Writers Guild of America in der Kategorie Best Television Writing in Animation.